# 渡瀬町 (浜松市)
渡瀬町（わたせちょう）は静岡県浜松市中央区の町名。丁番を持たない単独町名である。住居表示未実施。

## 地理
浜松市中央区の東部、飯田地区の西部に位置する。東で三和町、西で植松町及び名塚町、南で西伝寺町、北で子安町と接する。

### 河川
- 芳川

### 学区
小学校・中学校の学区は以下の通りである。
- 浜松市立飯田小学校
- 浜松市立東部中学校

## 歴史

### 町名の由来
横須賀城城主の渡瀬源左衛門の長男である四郎がこの地を開拓した。その後、次男の次広、三男の別久（わくひさ）が新たに土地を開拓し、それぞれ次広・別久（べっきゅう）と名付けられた。合併の時に、合わせて渡瀬となった。

### 沿革
- 1889年（明治22年）4月1日 - 町村制の施行により、長上郡渡瀬村・別久村・次広村が周辺の村と合併し、長上郡飯田村となる。旧村名は飯田村の大字として残る[WEB 8]。
- 1896年（明治29年）4月1日 - 郡制の施行により、飯田村の所属郡が浜名郡に変更となる。
- 1954年（昭和29年）7月1日 – 飯田村が浜松市に編入される。
- 1956年（昭和31年） - 大字渡瀬・大字別久・大字次広を統合し、渡瀬町となる[WEB 9]。
- 2007年（平成19年）4月1日 - 浜松市が政令指定都市となる。渡瀬町は南区の一部となる。
- 2024年（令和6年）1月1日 - 浜松市の行政区再編により、渡瀬町は中央区の一部となる。

## 施設
- クリエイトSD浜松渡瀬店
- 東部やすらぎ公園
- 渡瀬公園
- 浄土宗 浄運山 正授院
- 八柱神社

## 交通

### バス
- 遠鉄バス91鶴見線：（浜松駅 方面 - ）渡瀬（ - 新貝住宅 方面）

### 道路
- 浜松市道鶴見向宿線（飯田街道）

## その他

### 警察
警察の管轄区域は以下の通りである。
| 番・番地等 | 警察署       | 交番・駐在所 |
| ---------- | ------------ | ------------ |
| 全域       | 浜松東警察署 | 鶴見交番     |

### 消防
消防の管轄区域は以下の通りである。
| 番・番地等 | 消防署   | 本署/出張所 |
| ---------- | -------- | ----------- |
| 全域       | 南消防署 | 芳川出張所  |

### 書籍
1. ↑  『わが町文化誌 輝くいなほ はたの音』浜松市立東部公民館、1988年3月31日、47頁。

### WEB
1. ↑  “h02_22.csv”.   総務省 (2022年2月10日). 2024年7月28日閲覧。
2. ↑  “chuouku_menseki.xlsx”.   浜松市 (2024年3月12日). 2024年7月28日閲覧。
3. ↑  “静岡県 浜松市中央区 渡瀬町の郵便番号 - 日本郵便”.   日本郵便. 2025年2月15日閲覧。
4. ↑  “市外局番の一覧”.   総務省 (2022年3月1日). 2024年7月28日閲覧。
5. ↑  “事業所案内及び管轄地域（事務所3件、分室3件）”.   一般社団法人静岡県自動車会議所. 2024年7月28日閲覧。
6. ↑  “住居表示実施状況／浜松市”.   浜松市 (2024年1月4日). 2024年7月28日閲覧。
7. ↑  “学校名から探す／浜松市”.   浜松市 (2024年1月1日). 2024年7月28日閲覧。
8. ↑  “historyofcities.pdf”.   静岡県総務部合併推進室・財団法人静岡県市町村振興協会. 2024年9月20日閲覧。
9. ↑  “解説ページ”.   株式会社エア. 2024年10月8日閲覧。
10. ↑  “鶴見交番｜静岡県警察”.   静岡県警察 (2024年1月1日). 2024年7月28日閲覧。
11. ↑  “消防署の町別管轄「わ」／浜松市”.   浜松市 (2024年3月21日). 2024年7月28日閲覧。